# Diana Extended: The Remixes
Diana Extended: The Remixes — альбом ремиксов американской певицы Дайаны Росс, выпущенный в 1994 году. На альбоме содержится шесть ремикшированных треков от самых популярных диджеях того времени, также для альбома певица перезаписала песню «Someday We’ll Be Together», которую она исполняла во времена The Supremes.

## Список композиций
1. «The Boss» (David Morales remix) — 6:31
2. «Love Hangover» (Frankie Knuckles remix) — 8:24
3. «Upside Down» (Satoshi Tomiie & David Morales) — 8:06
4. «Someday We’ll Be Together» (Frankie Knuckles remix) — 8:46
5. «Chain Reaction» (Dewey B & Spike) — 6:15
6. «You’re Gonna Love It» (E-Smoove) — 4:24
7. «I’m Coming Out» (Maurice’s club remix) — 8:08

## Позиции в хит-парадах
Еженедельные чарты:
| Хит-парад (1994)                       | Высшая позиция |
| -------------------------------------- | -------------- |
| Великобритания (UK Albums Chart)       | 58             |
| США (Billboard Top R&B/Hip-Hop Albums) | 68             |